# مورسنگ‌چشم گونه‌سیمین شمالی
مورسنگ‌چشم گونه‌سیمین شمالی (نام علمی: Sakesphoroides niedeguidonae) گونه‌ای از پرندگان است که به‌تازگی در زیرتیرهٔ Thamnophilinae از تیرهٔ مورچه‌مرغان (Thamnophilidae)، «مورچه‌مرغ‌های نمادین» توصیف شده است. این گونه بومی زیستگاه‌های کاتینگای شمالی برزیل است و تقریباً به‌طور محدود در شمال رودخانه سائو فرانسیسکو یافت می‌شود. همچنین گزارش شده است که جمعیت‌های کوچکی در جنوب رودخانه در Raso da Catarina قرار دارند. پس از بررسی بیش از هزار نمونه و بیش از یکصد صدای ضبط‌شده، در سال ۲۰۲۴، جدایی جغرافیایی واضحی را بین دو گروه نشان داد که مورسنگ‌چشم گونه‌سیمین شمالی به عنوان گونه‌ای جداگانه شناسایی شد و از مورسنگ‌چشم گونه‌سیمین (Sakesphoroides cristatus) جدا شد.